# Sterictiphora sorbi
Sterictiphora sorbi is een vliesvleugelig insect uit de familie van de Argidae. De wetenschappelijke naam van de soort is voor het eerst geldig gepubliceerd in 1966 door Kontuniemi.